# Trampolino Italia
Il Trampolino Italia è un trampolino situato a Cortina d'Ampezzo, in Italia. Realizzato nel 1940 al posto del vecchio Trampolino Franchetti, costruito nel 1923 e demolito un anno prima, il trampolino venne nuovamente abbattuto nel 1955 per essere ricostruito nella struttura attuale, per la sua utilizzazione durante i VII Giochi olimpici invernali disputati nel 1956 nella località veneta, ospitando gli eventi di combinata nordica e salto con gli sci.

## Storia
Nel 1939 il Trampolino Franchetti fu demolito perché non rispondente alle nuove esigenze tecniche. Il nuovo trampolino, denominato "Italia", fu realizzato nel 1940 dall'Azienda Autonoma di Soggiorno e Turismo, su progetto dell'ingegner Mario Giacobbi con la collaborazione del tecnico Federico Terschak, con fondi pubblici del CONI. Il 15 aprile 1955 si procedette nuovamente alla demolizione del trampolino, per ricostruirlo adeguato alle gare di salto con gli sci e di combinata nordica dei VII Giochi olimpici invernali che Cortina d'Ampezzo avrebbe ospitato nel 1956. Il progetto del Trampolino Italia attuale è del professor Piero Pozzati della scuola d'ingegneria di Bologna e degli ingegneri Holzner ed Enzo Mantovani.
L'impianto ha ospitato anche i "Mondiali" annullati del 1941, oltre a numerose tappe della Coppa del Mondo di combinata nordica e della Coppa del Mondo di salto con gli sci (tra le quali la prima, il 27 dicembre 1979).

## Descrizione
Il trampolino originario, il Franchetti, consentiva salti di 50 m. Oggi invece il trampolino ha un punto K 90 (trampolino normale); il primato di distanza, 92 m, è stato stabilito dal norvegese Roger Ruud nel 1981.

## Nel cinema
Il trampolino di Cortina compare in alcuni film, tra cui:
- Vertigine bianca del 1956 di Giorgio Ferroni, documentario sui giochi olimpici di Cortina d'Ampezzo;
- Il conte Max del 1957, in cui Alberto Sordi va in vacanza a Cortina e fotografa il trampolino dal treno.
- Solo per i tuoi occhi del 1981, in cui l'agente James Bond (Roger Moore) si lancia dal trampolino per sfuggire ad alcuni killer che lo vogliono uccidere;
- Fantozzi in paradiso del 1993, in cui il ragionier Ugo Fantozzi (Paolo Villaggio) nell'ennesimo tentativo di conquistare la signorina Silvani, si lancia dal trampolino, centrando in pieno un deltaplanista ed atterrando rovinosamente sulla stessa Silvani.